# Pigs (Three Different Ones)
Pigs (Three Different Ones) ist ein Lied der britischen Rockband Pink Floyd. Es erschien 1977 auf dem Konzeptalbum Animals.
Das Lied wurde im April und Mai 1976 in den Britannia Row Studios, Islington, London aufgenommen. Animals Produktion war die erste in diesem eigenen Studio der Band.

## Konzept
Das Album Animals beschreibt in drei Stücken gesellschaftliche Klassen: Dogs (Geschäftsleute und Ausbeuter), Pigs (herrschende Klasse) und Sheep (stupide Mitläufer). Umrahmt werden die drei Kompositionen vom zweigeteilten Stück Pigs on the Wing.
Pigs sind die Menschen, die auf der sozialen Leiter am höchsten stehen, Wohlstand und Macht genießen und als herrschende Klasse als Moralapostel für die Bevölkerung wirken. Sowohl moralisch als auch wirtschaftlich handeln sie gegen die Interessen der Allgemeinheit und legen sich die Regeln selbstgefällig und beliebig aus. Die absehbaren Folgen sind Skrupellosigkeit, Manipulation und Verbrechen. Roger Waters ließ sich zu dieser Darstellung von George Orwells Fabel Farm der Tiere inspirieren.
Die drei Strophen des Liedes Pigs (Three Different Ones) beschreiben unterschiedliche Typen beziehungsweise Personen des Schweins. Die dritte Strophe richtet sich spezifisch gegen die englische Sozialaktivistin Constance Mary Whitehouse, die als house proud town mouse verlacht wird.

## Musikalische Konzeption
Um das Grunzen der Schweine zu imitieren, verwendete David Gilmour eine Heil-Talkbox. Im Unterschied zum in Sheep verwendeten Vocoder wird bei der Talkbox ein akustisches Signal durch den Mundraum geleitet und nicht die gesprochene Sprache (via Mikrofon) elektronisch verändert. Gilmour setzte die Talkbox bei diesem Stück erstmals in der Bandgeschichte ein. Gilmour spielt auf diesem Stück zudem eine bundlose Bassgitarre (Fretless Bass) mittels Plektrum, wobei er das Betonungsschema des Taktes durch Synkopen aufbricht. In dieser Weise liefert er zwei kurze Bass-Solos vor dem ersten und dem dritten Liedvers. Nach dem dritten Vers setzt ein kreischendes Gitarrensolo ein, das von der Basslinie in einem Sechzehntelnoten-Rhythmus in e-Moll begleitet wird, wobei im „Auf und Ab“ durch die Oktaven und großen Septimen gesprungen wird. Roger Waters, der angestammte E-Bassist der Band spielte auf Pigs Rhythmus-Gitarre.
Auf einigen Kassettenbändern sind Aufnahmen des Songs zu hören, bei denen Pigs in zwei Teile fraktioniert wurde, wobei der erste Teil die erste Seite ausschlich und der zweite Teil die zweite Seite eröffnete. Die Zäsur wurde dabei nach dem ersten Vers gesetzt.

## Live-Versionen
Der Song hat in der Studio-Version eine Länge von 11:28 Minuten. Live-Aufführungen gestalteten sich hingegen annähernd 17 Minuten lang, konnten sogar 20 Minuten überschreiten. Regelmäßige Unterschiede lagen darin, dass nach dem zweiten Vers ein Extra-Solo auf der Gitarre gespielt wurde, der Talkbox-Einsatz durch ein Minimoog-Solo ersetzt wurde und zum Schlusssatz hin ein ruhiger Hammond-Orgel-Einsatz durch Richard Wright kam. Ein wiederholtes, anschwellendes Gitarrensolo nebst kräftigem Schlagzeugeinsatz durch Nick Mason rundeten die Performance ab. Roger Waters wartete mit seinen legendären Aufschreien auf.
Während der Tour von 1977 rief Waters angeblich für jedes Konzert eine eigene Kennzahl aus, was zur Identifizierung von Bootlegs gedient haben soll.
Waters tourte 1987 weltweit mit der aufwändigen Radio K.A.O.S. Show, basierend auf dem gleichnamigen Konzeptalbum. Dabei spielte er eine kurze Version des Songs ein, die lediglich die beiden ersten Verse umfasste und die Gitarrensoli deutlich verkürzte.

## Personelle Besetzung
- David Gilmour – E-Gitarre, E-Bass, Talkbox
- Nick Mason – Schlagzeug, Perkussion (Cowbell)
- Roger Waters – Lead Vocals, Rhythmusgitarre, Tape-Effekte, Vocoder
- Richard Wright – Hammond-Orgel, ARP String Synthesizer, Orgel, Clavinet

## Trivia
Im Rahmen eines Solo-Auftritts im September 2016 in Mexiko kritisierte Roger Waters den US-Präsidentschaftskandidaten Donald Trump. Teile des Songtexts waren abgeändert und Trumps Erscheinung war Teil der Choreographie.